# Ленк-им-Зимменталь
Ленк-им-Зимменталь (нем. Lenk im Simmental) — коммуна в Швейцарии, в кантоне Берн.
Входит в состав округа Оберзимменталь. Население составляет 2331 человек (на 31 декабря 2006 года). Официальный код — 0792.

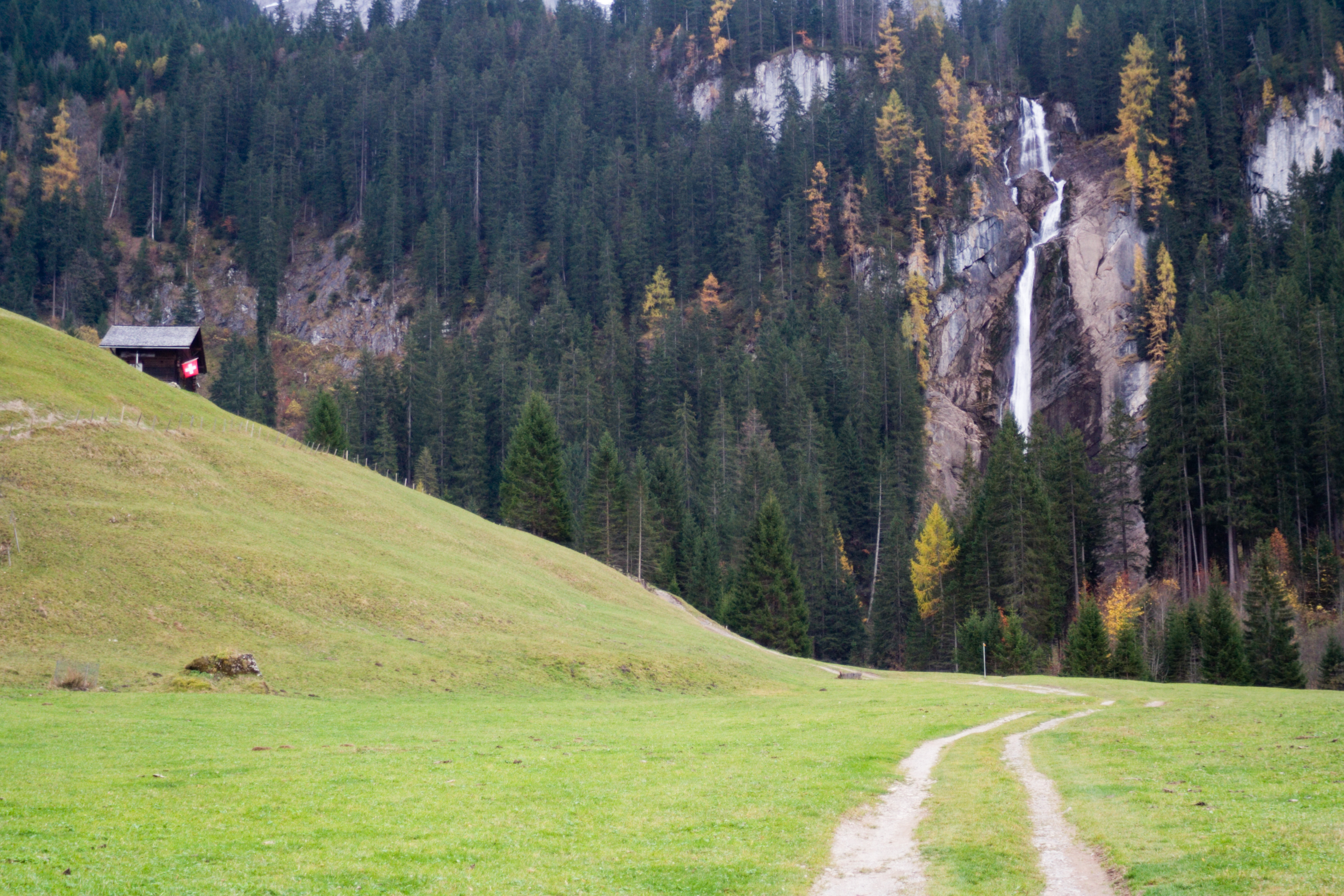
Ленк-им-Зимменталь

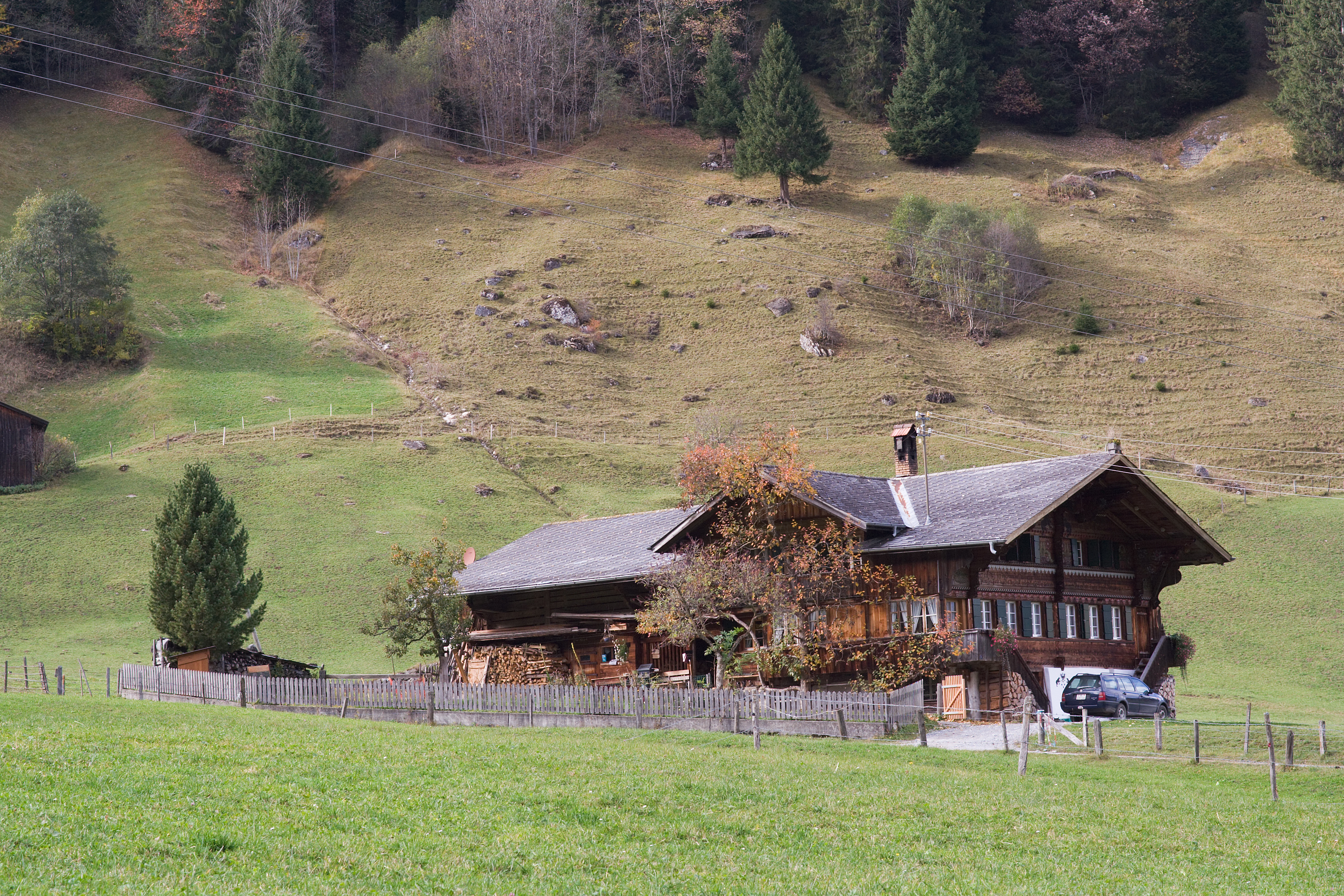
Ленк-им-Зимменталь